# Döviksjön, Medelpad
Döviksjön är en sjö i Sundsvalls kommun i Medelpad och ingår i Ljungans huvudavrinningsområde. Sjön har en area på 0,0897 kvadratkilometer och ligger 5,6 meter över havet.

## Delavrinningsområde
Döviksjön ingår i det delavrinningsområde (690965-158177) som SMHI kallar för Mynnar i havet. Medelhöjden är 40 meter över havet och ytan är 15,37 kvadratkilometer. Räknas de 1376 avrinningsområdena uppströms in blir den ackumulerade arean 12 840,35 kvadratkilometer. Avrinningsområdets utflöde Ljungan mynnar i havet. Avrinningsområdet består mestadels av skog (42 procent) och jordbruk (15 procent). Avrinningsområdet har 0,81 kvadratkilometer vattenytor vilket ger det en sjöprocent på 5,3 procent. Bebyggelsen i området täcker en yta av 3,76 kvadratkilometer eller 24 procent av avrinningsområdet.